# Hadrostethus cinctus
Hadrostethus cinctus là một loài tò vò trong họ Ichneumonidae.